# 못말리는 람보
《못말리는 람보》(영어: Hot Shots! Part Deux)는 미국에서 제작된 짐 에이브럼스 감독의 1993년 패러디 영화이다. 《못말리는 비행사》(1991)의 뒤를 잇는 작품이다. 찰리 신, 발레리아 골리노, 로이드 브리지스가 전편과 동일한 배역으로 재출연하였고, 브렌다 바키, 리처드 크레나 등이 새로 투입되었다. 전편에서 메일맨 역을 맡았던 라이언 스타일스가 여기에서는 러비너위츠 역으로 등장한다. 빌 바덜라토 등이 제작에 참여하였다.
영화 《람보 2》(1985)와 《람보 3》(1988)이 주된 패러디 대상이며, 그 외에 《레이디와 트램프》(1955) 《지옥의 묵시록》(1979), 《플래툰》(1986), 그리고 메르헨 골디락스와 곰 세 마리 등이 차용되었다.

## 줄거리
사담 후세인의 궁과 인근 포로 수용소에서 사막의 폭풍 작전 때 붙잡힌 군인들을 구출하고 후세인을 암살하려는 작전이 번번이 실패하자 대통령 참모들은 내부에 첩자가 있다고 의심한다. 따라서 이들은 해군에서 퇴역하고 불교에 귀의해 태국의 한 마을에 은둔 중이던 전쟁 영웅 토퍼를 설득해 구출 팀을 이끄는 임무를 맡긴다. 한편 토퍼의 전 여자친구 러마다는 죽은 줄로만 알았던 남편 덱스터가 수감 포로 중 하나로 생존해있다는 걸 알고 이 작전에 자원한 참인데...

## 출연
- 찰리 신 - 숀 "토퍼" 할리 역
- 로이드 브리지스 - 토머스 "터그" 벤슨 대통령 역
- 발레리아 골리노 - 러마다 로덤 헤이먼 역
- 브렌다 바키 - 미셸 허들스턴 역
- 리처드 크레나 - 덴턴 월터스 대령 역
- 미겔 퍼레어 - 아비드 하빈저 중령 역
- 로언 앳킨슨 - 덱스터 헤이먼 역
- 제리 할레바 - 사담 후세인 역
- 미첼 라이언 - 그레이 에드워즈 상원 의원 역
- 라이언 스타일스 - 러비너위츠 역
- 마틴 신 - 육군 벤저민 L. 윌러드 대위 역
- 벤 레먼 - 2팀 리더 역

## 기타 제작진
- 협력 제작: 그레그 노버그, 마이클 맥매너스
- 미술: 윌리엄 A. 엘리엇
- 배역: 재키 버치
- 의상: 메리 메일린

## 홍보
영화 홍보 일환으로 《지옥의 묵시록》 제작 과정을 다룬 다큐멘터리 《Hearts of Darkness: A Filmmaker's Apocalypse》(1991)를 패러디한 모큐멘터리 《Hearts of Hot Shots! Part Deux—A Filmmaker's Apology》를 HBO를 통해 방영하였다.

## 우리말 녹음
SBS 성우진 (1997년 5월 23일)
- 김환진 - 토퍼(찰리 신)
- 권희덕 - 러마다(발레리아 골리노)
- 강희선 - 미셸(브렌다 바키)
- 최흘
- 박상일
- 김병관
- 이근욱
- 한상덕
- 김정호
- 최옥희
- 이윤선
- 이우신
- 이윤연
- 김태웅
- 황재경
- 성완경
- 장호비